# Süleyman Demirel
Süleyman Gündoğdu Demirel (Isparta, 1 november 1924 – Ankara, 17 juni 2015) was een Turks politiek leider en civiel ingenieur.

## Biografie
Demirel doorliep de basisschool in zijn geboortedorp Atabey, Isparta. De middelbare school en het hogere onderwijs heeft hij in Isparta voltooid. In februari van 1949 behaalde Demirel zijn diploma civiele techniek aan de Technische Universiteit van Istanboel. In datzelfde jaar begon hij als medewerker van de overheidsinstantie van elektrische zaken. Tussen 1949 en 1950 en later tussen 1954 en 1955 gaf hij veelvuldig lezingen in de Verenigde Staten over damtechniek, afwateringsinstallaties en elektrificatie. In 1954 was hij hoofd van een overheidsinstantie, en hield hij zich bezig met het bouwen en onderhouden van dammen. In 1955 begon hij als hoofd van de overheidsinstantie, die o.a. tot taak heeft de waterzuiverings-installaties te ontwikkelen, uit te breiden, aan te passen waar nodig en te onderhouden. Kortom: water en haar zuivering in het brede spectrum; eigenlijk het 'watermanagement', zoals we het tegenwoordig kennen.
Tussen 1962 en 1964 was hij als vrijwilliger werkzaam als civiel technicus. In diezelfde periode doceerde hij civiele techniek aan de ODTÜ (Midden-Oosten Technische Universiteit) in Ankara.

## Politieke carrière
Zijn politieke carrière begon in 1962, toen hij lid werd van de conservatieve Adalet-partij. Op 28 november 1964 werd hij verkozen tot partijleider en voorzitter van de Adalet-vereniging. Op dit moment was de vereniging nog niet vertegenwoordigd. Demirel zorgde ervoor dat de vereniging werd ingeschreven als politieke partij. Tussen februari en oktober 1965 werd Demirel vicepremier in de overgangsregering van Suat Hayri Ürgüplü, nadat het kabinet-Inönü was gevallen.
Op 10 oktober 1965 won Demirel met zijn "Adalet" partij de parlementsverkiezingen. De partij kreeg 53% van alle stemmen. Dit betekende, dat Demirel met zijn partij absoluut kon regeren. Bij deze verkiezingen stelde Demirel zich als volksvertegenwoordiger van het district Isparta op en als 12e premier van Turkije stelde hij zijn regering samen. Deze hield de volle termijn van 4 jaar stand. Op 10 oktober 1968 kwam de "Adalet" partij bij de 13e parlementsverkiezingen opnieuw tot de absolute meerderheid. Zo formeerde Demirel de 31e regering van de Turkse republiek.
Door interne conflicten binnen de AP werd deze regering naar huis gestuurd, waarna Demirel een aantal bestuursleden en parlementsleden uit de partij zette. Het ging om de conservatieve vleugel, naar hun leider Bilgic-groep genoemd, die zijn liberale en prowesterse beleid afwezen. Ook de zoon van de vroegere premier Adnan Menderes behoorde tot deze groep. Nadat hij deze oppositie had uitgeschakeld, was hij de onbetwiste leider van de AP. In het parlement vond hij alsnog een meerderheid, waarna hij de 32e Turkse regering samenstelde (die gelijk was aan de vorige).
Op 12 maart 1971 werd Demirel op laste van "Muhtira" afgezet als 13e premier door het college van militaire generaals.
Tussen 1971 en 1980 heeft hij driemaal regeringen samengesteld, in 1975, 1977 en 1979. Turkije was zeer instabiel in die jaren. Extremisten van links en van rechts pleegden aanslagen en dreven het land richting burgeroorlog.

### Politiek uitgesloten
Op 12 september 1980 werd Demirel ten tweeden male door het leger afgezet. Hij werd voor de duur van 7 jaar politiek inactief verklaard door het parlement. Door middel van het op 24 september 1987 gehouden bindend volksreferendum werd zijn politiek verbod opgeheven en op 24 september 1987 werd hij verkozen tot partijleider en voorzitter van de politiek actieve "Dogru Yol Partisi". Wederom betrad op 29 november 1987 Demirel als Isparta volksvertegenwoordiger het parlement van Turkije. Op 20 oktober 1991 werd Demirel wederom premier met zijn DYP en werd er de 49e Turkse regering samengesteld, in een coalitie met de Sociaal Democratische Volkspartij "Sosyaldemokrat Halkçi Partisi".
Demirel was de jongste, langst in het ambt verblijvende premier van Turkije tot op heden toe, met 12 jaar premierschap. Gedurende zijn politieke carrière is Demirel zes keer volksvertegenwoordiger geweest voor Isparta, zeven jaar politiek op non-actief gesteld, heeft zes keer een regering verlaten en zeven keer een regering samengesteld.
Op verklaring van het Turkse parlement is Demirel op 16 mei 1993 verkozen tot de 9e President van de Republiek van Turkije. Zijn ambt duurde tot 16 mei 2000, waarna hij de politiek verliet.
Demirel overleed op 17 juni 2015 in een ziekenhuis te Ankara aan hartfalen in combinatie met een longontsteking.
Mustafa Kemal Atatürk · İsmet İnönü · Celal Bayar · Cemal Gürsel · Cevdet Sunay · Fahri Korutürk · Kenan Evren · Turgut Özal · Süleyman Demirel · Ahmet Necdet Sezer · Abdullah Gül · Recep Tayyip Erdoğan
İsmet İnönü · Ali Fethi Okyar · Celal Bayar · Refik Saydam · Şükrü Saracoğlu · Recep Peker · Hasan Saka · Şemsettin Günaltay · Adnan Menderes · Cemal Gürsel · Suat Hayri Ürgüplü · Süleyman Demirel · Nihat Erim · Ferit Melen · Naim Talu · Bülent Ecevit · Sadi Irmak · Bülent Ulusu · Turgut Özal · Yıldırım Akbulut · Mesut Yılmaz · Tansu Çiller · Necmettin Erbakan · Abdullah Gül · Recep Tayyip Erdoğan · Ahmet Davutoğlu · Binali Yıldırım